# Chiesa di San Michele (Felino, San Michele Gatti)
La chiesa di San Michele è un luogo di culto cattolico dalle forme barocche, situato in via Nello Venturini a San Michele Gatti, frazione di Felino, in provincia e diocesi di Parma; è sede di una parrocchia compresa nella zona pastorale della Pedemontana.

## Storia
Il luogo di culto originario fu edificato in epoca medievale; la più antica testimonianza dell'esistenza della cappella di Sancto Michaele risale al 1028, quando Ildegarda, figlia di Oddone il Salico, la alienò, unitamente al borgo e a numerose altre terre del Parmense, alla chiesa di San Pietro di Parma.
L'Ecclesiam sancti Michaelis de Filino fu menzionata tra le proprietà dell'abbazia di San Giovanni Evangelista in un privilegio emanato dal papa Lucio II nel 1144 e in un privilegio emanato dal papa Eugenio III nel 1145. La struttura fu nuovamente citata nel 1230 nel Capitulum seu Rotulus Decimarum della diocesi di Parma, quale cappella appartenente al monastero parmigiano benché posta nel territorio di pertinenza della pieve di Barbiano.
Entro il 1564 la chiesa fu elevata a sede parrocchiale autonoma, posta alle dirette dipendenze dell'autorità vescovile di Parma.
Tra il XVII e il XVIII secolo l'edificio fu completamente ricostruito in forme barocche.
Nel 1923 la chiesa fu decorata dal pittore Latino Barilli, che eseguì alcuni affreschi sulla facciata e nell'abside.

## Descrizione

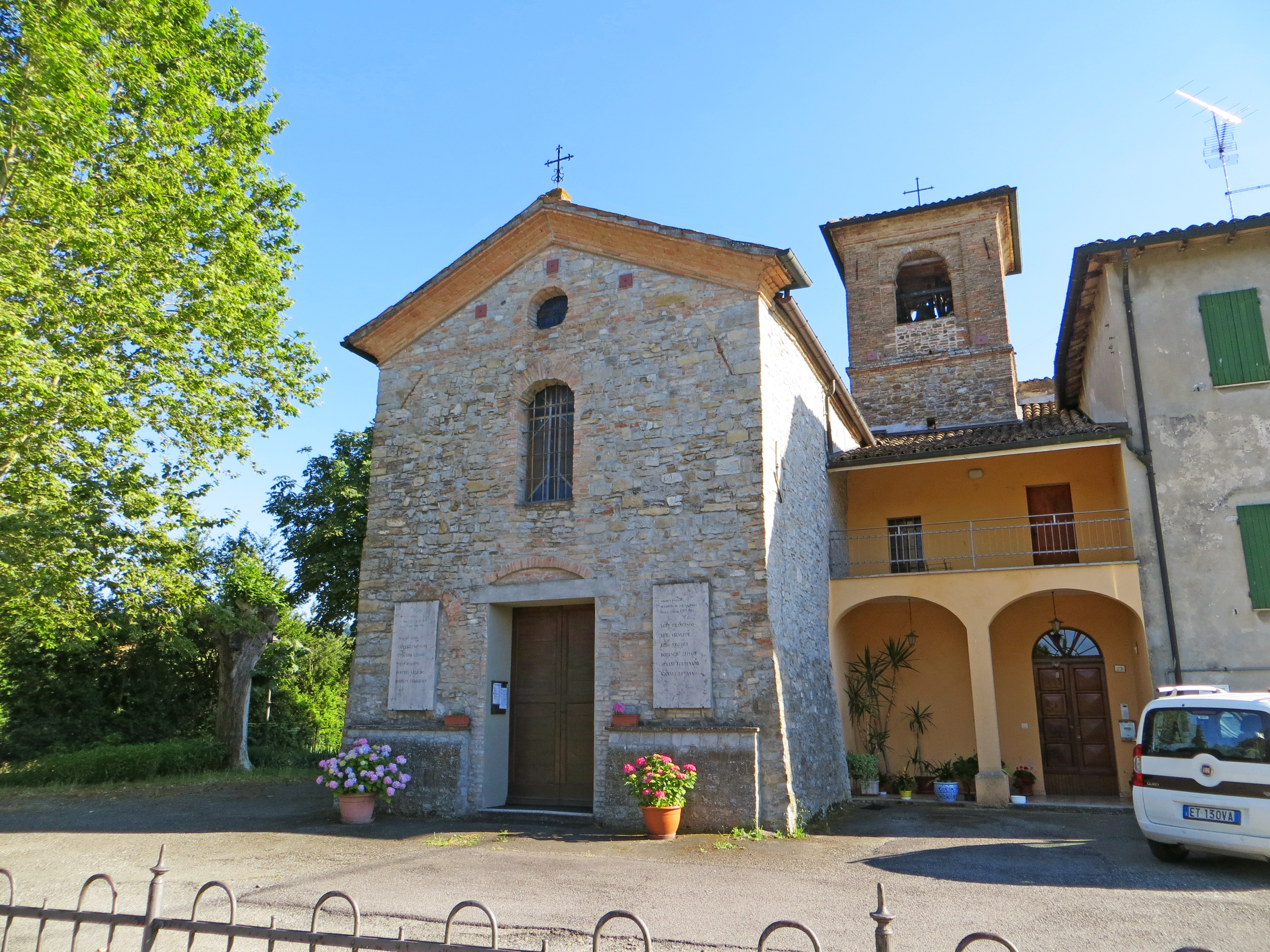
Facciata e campanile

La chiesa si sviluppa su un impianto a navata unica affiancata da una cappella per lato, con ingresso a nord e presbiterio absidato a sud.
La simmetrica facciata a capanna, rivestita in pietra come il resto dell'edificio, è caratterizzata dalla presenza del basamento a scarpa; al centro è posto l'ampio portale d'ingresso, delimitato da due stipiti in laterizio e un architrave in pietra, coronato da una sottile lunetta in mattoni; più in alto si aprono una grande finestra ad arco mistilineo e, in sommità, un oculo; a coronamento si sviluppa lungo gli spioventi del tetto un cornicione modanato in laterizio.
Dal fianco sinistro aggetta la cappella laterale illuminata da una finestrella, mentre al prospetto opposto è addossata la canonica intonacata, caratterizzata dal portico ad arcate a sesto ribassato; dall'edificio emerge il campanile in pietra, con cella campanaria aperta sulle quattro fronti attraverso ampie monofore ad arco a tutto sesto inquadrate da specchiature. Sul retro si allunga l'abside in pietra a vista, con basamento a scarpa.
All'interno la navata intonacata, coperta da una volta a botte lunettata, è affiancata da una serie di paraste coronate da capitelli dorici a sostegno delle arcate in laterizio che suddividono le due campate; la seconda di queste ultime è affiancata dalle cappelle coronate da volte a botte lunettate, che si affacciano sull'aula attraverso ampie arcate a sesto ribassato.
L'abside, lievemente sopraelevata, è preceduta dall'arco trionfale, retto da paraste doriche; l'ambiente, coronato dal catino, ospita l'altare maggiore ottocentesco in legno intagliato, ivi collocato intorno al 1980; sul fondo si staglia la pala, che nasconde un affresco di Latino Barilli raffigurante l'antico proprietario dell'edificio.
La chiesa accoglie alcuni dipinti di pregio, tra cui una cinquecentesca Madonna, un seicentesco Riposo in Egitto, una settecentesca Madonna e Santi e una coeva Natività.